# Spoorlijn Anten - Gräfsnäs
De spoorlijn Anten - Gräfsnäs (Zweeds: Anten–Gräfsnäs Järnväg) is een museumspoorlijn in het zuiden van Zweden in de provincie Västra Götalands län. De lijn verbindt het meer Anten met de plaats Gräfsnäs. De lijn voert langs de oevers van het meer.
De spoorlijn is 12 kilometer lang en werd in de periode 1900-1967 gebruikt. Vroeger was de spoorlijn onderdeel van de spoorlijn Göteborg Västgöta - Gårdsjö / Gullspång of Göteborg - Gårdsjö / Gullspång.

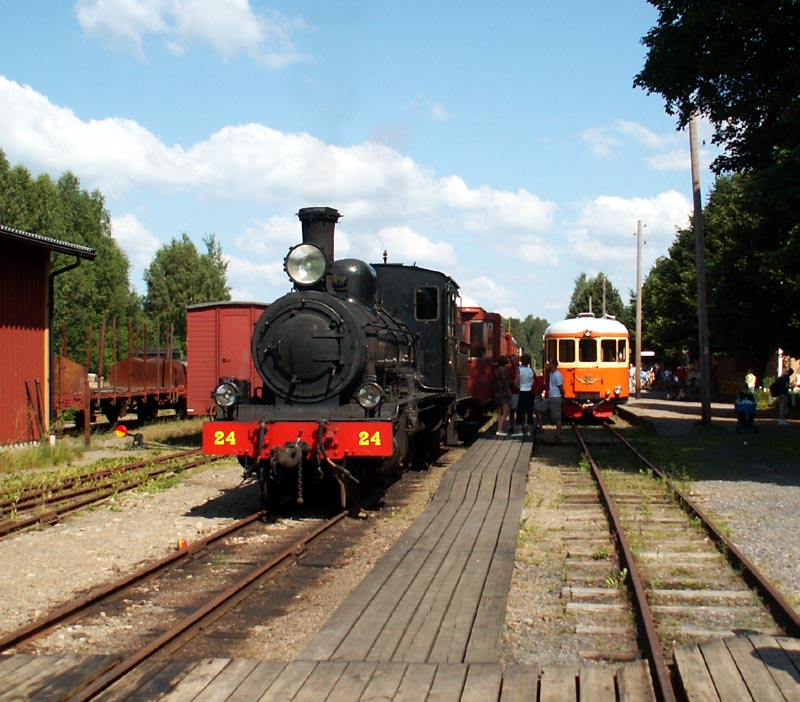
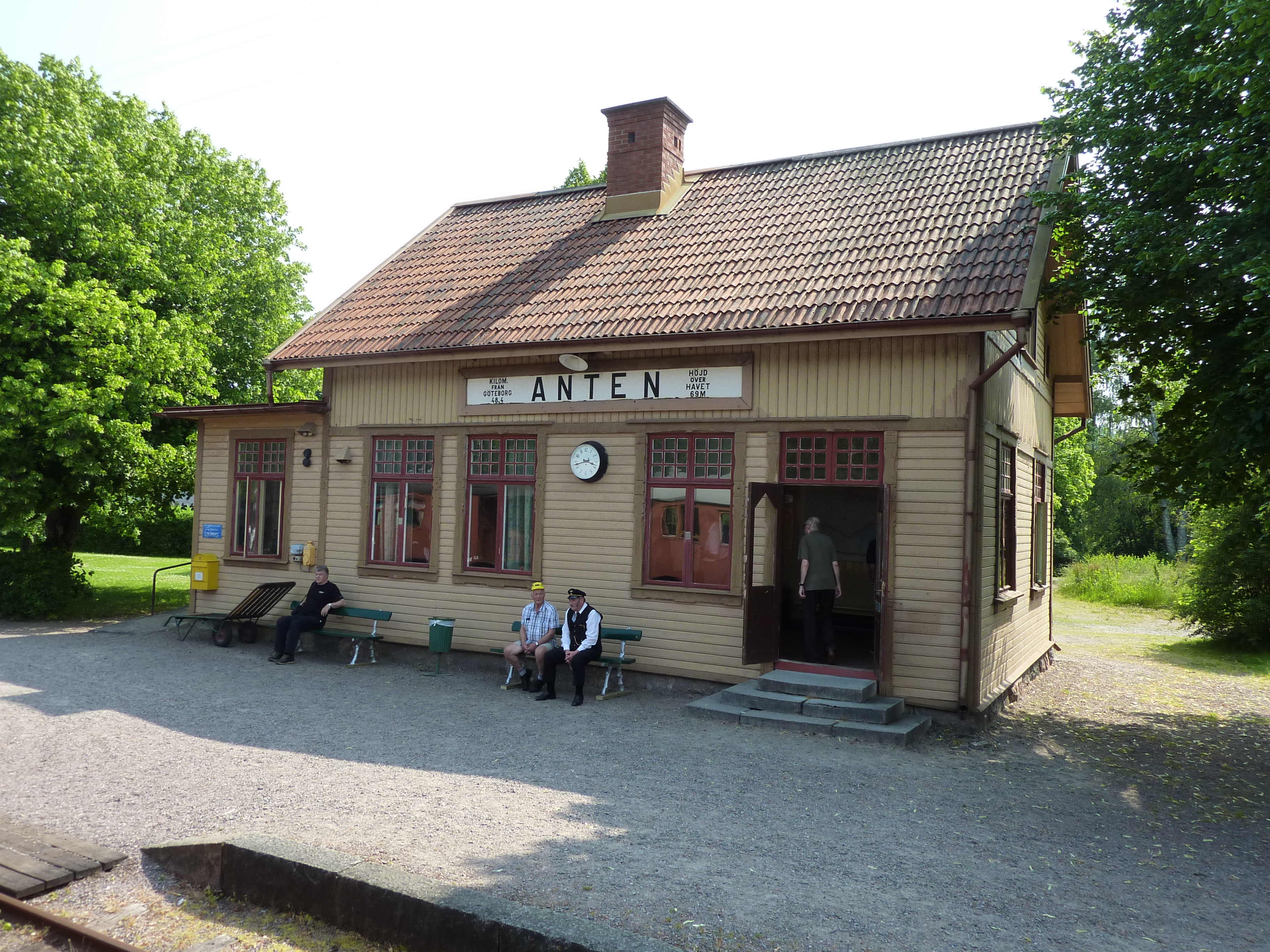
Station Anten